# Николай (Ипатов)
Епископ Николай (в миру Николай Александрович Ипатов; 26 марта (7 апреля) 1878, Казань — 10 сентября 1938, Златоуст, Челябинская область) — епископ Русской православной церкви, епископ Ижевский и Воткинский. По национальности — чуваш.

## Биография
Родился в семье мещанина. Окончил Казанское духовное училище (1892), Казанскую духовную семинарию (1898) и Казанскую духовную академию со степенью кандидата богословия за сочинение «Пастырь церкви, как учитель, по учению слова Божия, св. отцов и правил церковных» (1902).
С 1902 года столоначальник в Казанской духовной консистории, с 1903 года личный секретарь при Казанских епархиальных архиереях. С 1906 года член совета и секретарь епархиального Церковного историко-археологического общества, надворный советник.
Пострижен в мантию и 18 декабря 1913 года в сане иеромонаха назначен помощником смотрителя Обоянского духовного училища, награждён наперсным крестом.
В 1914 году для активизации и лучшей координации миссионерского дела в епархии епископ Уфимский Андрей (Ухтомский) ввёл должность заведующего Уфимской епархиальной миссией и назначил на неё иеромонаха Николая (Ипатова) с возведением в сан архимандрита, одновременно назначив его товарищем председателя епархиального миссионерского комитета, председателем совета епархиального Братства Воскресения Христова и епархиального училищного совета, благочинным всех монастырей епархии.

Награжден орденом св. Анны II степени (1916).

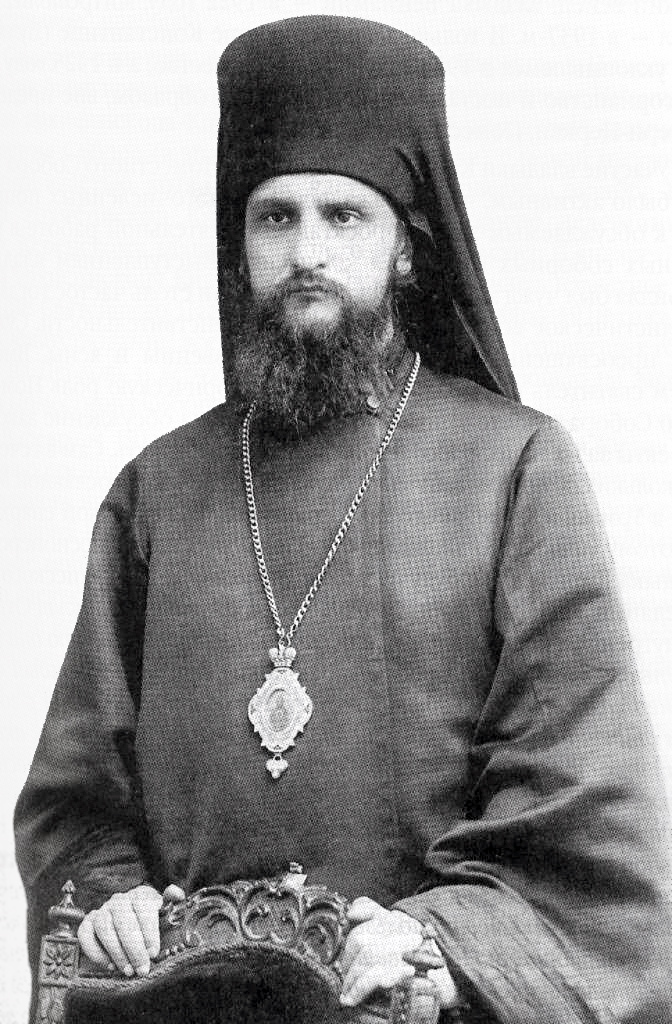
Епископ Андрей (Ухтомский)

2 мая 1917 года указом Святейшего Синода было учреждено Златоустовское викариатство Уфимской епархии, а архимандрит Николай избран епископом Златоустовским.
28 мая того же года в Благовещенском кафедральном соборе Казани состоялась епископская хиротония архимандрита Николая, которую совершили архиепископ Казанский Иаков (Пятницкий) и викарии Казанской епархии епископ Чебоксарский Борис (Шипулин) и епископ Чистопольский Анатолий (Грисюк).
После введения епископа Андрея (Ухтомского) 14 апреля 1917 года в новый состав Святейшего Синода, он стал часто отсутствовать в своей епархии. В связи с этим он вновь подал прощение об открытии Залатоуствского викариатства и назначения епископом Златоустовским архимандрита Николая (Ипатова). 30 мая 1917 года в ответ на рапорт епископа Андрея (Ухтомского) Синод назначил епископа Николая управляющим Уфимской епархией «на время присутствования Преосвященного Уфимского в Святейшем Синоде».
8-9 августа 1917 года епископ Николай председательствовал на епархиальном собрании, которое выбрало выбирали делегатов от епархии на Поместный собор. В августе 1917 года епископ Андрей (Ухтомский), являвшийся членом Поместного Собора, назначил Златоустовского архиерея своим заместителем на Соборе (согласно пунктам 77 и 80 Положения о созыве Собора). Впоследствии, когда из-за сложного положения в епархии епископ Андрей не смог прибыть на вторую сессию Собора (20 января/2 февраля — 20 апреля 1918), вместо него в Москву поехал епископ Николай, и 9 апреля 1918 года Собор признал его полномочия как полноправного члена «на время отсутствия на Соборе уполномочившего его иерарха». В этом качестве 18 апреля 1918 года епископ Николай подписал Деяние Собора о прославлении в лике святых епископа Софрония (Кристалевского).
В 1919 году за поддержку Белого движения арестован в Новониколаевске, этапирован в Омск, в 1920 году заявил о лояльности советской власти и был освобождён по амнистии.
18 августа 1921 года в Уфе произошло убийство временного управляющего Уфимской епархией епископа Симона (Шлеёва), после чего Николай как единственный викарий Уфимской епархии вступил во временное управление кафедрой.
В декабре 1921 года правящим епископом Уфимским и Мензелинским Патриарх Тихон назначил епископа Бориса (Шипулина) вместо сосланного архиепископа Андрея (Ухтомского), переведённого на Томскую кафедру. Епископ Борис прибыл в Уфу в конце февраля — начале марта 1922 года.
19 октября 1922 года епископ Уфимский Борис (Шипулин) был арестован, после чего епископ Николай повторно вступил во временное управление Уфимской епархией. Вскоре епископ Николай заявил о признании «ради мира церковного» законности Высшего Церковного Управления «как административного органа, в надежде на его непоколебимое православие». Таким образом, в октябре 1922 года Уфимская епархия фактически перешла под власть обновленческого ВЦУ.
Ситуацию в корне изменил приезд в епархию 4 ноября 1922 года по приглашению Союза приходов Уфы епископа Томского Андрея (Ухтомского), который Андрей категорически отверг возможность какого бы то ни было компромисса с ВЦУ и энергично выступил против раскольников. Его деятельность вызвала в народе значительный подъём. Предположительно епископ Андрей принял покаяние епископа Златоустовского Николая (Ипатова), плодом которого явились известные пять писем последнего против обновленчества, разосланные по всей Уфимской епархии (от 16, 23, 25, 27 и 29 ноября). Так, в первом письме от 16 ноября он писал: «Чтобы сохранить себя в чистом и непоколебимом и ничем не поврежденном учении Православной Христовой Церкви, я далее не считаю возможным для себя оставаться в общении с Высшим Церковным Управлением, а тем более входить в какое-либо соприкосновение с лицами, принадлежащими к группе, присвоившей себе наименование „Живая Церковь“. Если Богу угодно, я остаюсь епископом тех православных христиан из мирян и духовенства, которые будут вполне согласны со мною, и признают меня своим епископом». Основными причинами, заставившими его порвать с ВЦУ, епископ Николай назвал нарушение обновленцами канонов и правил церковной дисциплины, кощунственное отношение к церковным таинствам и отсутствие у тогдашних обновленцев единовластия. Письма епископа Николая, особенно письмо от 12/25 ноября, сильно повредили обновленчеству в Уфимской епархии.
Понимая неизбежность своего нового ареста, стремясь защитить Православие, епископ Андрей вместе с епископом Николаем совершили две епископские хиротонии для Уфимской епархии: 17 ноября был рукоположен в викария Бирского архимандрит Уфимского Успенского мужского монастыря Трофим (Якобчук), а 18 ноября — в викарного епископа Стерлитамакского священник Николай Боголюбов, в монашестве Марк.
В конце ноября в уфимском Воскресенском соборе состоялось многолюдное собрание православного духовенства и мирян Уфы и близлежащих мест, которое единогласно избрало епископа Андрея временно управляющим Уфимской епархией на период заключения епископа Бориса (Шипулина), после чего епископ Николай передал ему управление Уфимской епархией на принципах временной автокефалии, отделив Златоустовское викариатство в самостоятельную епархию.
В марте 1923 года вновь перешёл на сторону обновленческого ВЦУ. Возвращение епископа Николая к обновленцам, по-видимому, было связано с давлением со стороны ГПУ, которое весной-летом 1923 года осуществляло массовые репрессии на Урале в отношении православного староцерковного епископата и духовенства. Были арестованы почти все православные епископы Уфимской автокефалии: Аввакум (Боровков), Петр (Гасилов), Трофим (Якобчук), Серафим (Афанасьев), Иоанн (Поярков), Марк (Боголюбов).
Златоуст посылал представителей на обновленческий собор 1923 года, но епископ Николай в соборе не участвовал. Влияние на верующих антиобновленческих посланий епископа Николая, написанных в предшествующем году, было так сильно, что Уфимское обновленческое епархальное поручило своим делегатам просить собор о том, чтобы епископу Николаю было предписано обратиться к верующим Уфимской епархии с разъяснением по поводу этих писем и своего нового признания обновленчества. Исполняя это требование, епископ Николай в письме от 20 мая 1923 года «Духовенству и мирянам Уфимской епархии» сообщил, что в марте 1923 года он и его паства, «ознакомившись с воззванием председателя ВЦУ митр. Антонина (Грановского)», снова просили принять их в общение и теперь находятся в ведении обновленческого Высшего церковного совета.
30 сентября 1924 года на Златоустовском епархиальном собрании духовенства и мирян он объявил, что отказывается от подчинения обновленческому Священному синоду и от председательства в обновленческом Златоустовском епархиальном управлении. Собрание признало также отказ от должности уполномоченного синода по Златоустовской обновленческой епархии протоиерея Лобанова, написавшего об уходе из обновленчества. Вслед за епископом Николаем в 1924 году в патриаршую церковь вернулось большинство приходов Златоустовского викариатства. В Златоусте обновленцы потеряли все храмы, Свято-Троицкий собор вновь стал кафедральным «тихоновцев» и оставался в таком качестве до закрытия в 1929 году.

### Дальнейшее служение
С 16 сентября 1927 года — епископ Мелекесский, викарий Самарской епархии.
В октябре 1928 года митрополит Сергий назначил епископа Николая епископом Ижевским и Воткинским, но тот не принял назначения и 16 ноября уволен на покой.
6 февраля 1929 года, по некоторым сведениям, запрещён в священнослужении. Более участия в церковной жизни не принимал. Репрессиям не подвергался. До самой кончины проживал в Златоусте вместе с бывшим протоиереем В. Лобановым, работавшим бухгалтером на металлургическом заводе, находясь на его иждивении.
Информация, встречающаяся в литературе, о кратковременном управлении епископом Николем Ижевской епархией с февраля 1930 по июнь 1931 года, в июле-августе 1933 года и с начала 1937 по август 1938 года (Акты святейшего Тихона. С. 983) подтверждения не нашла.

## Сочинения
- Пастырь Церкви как учитель, по учению слова Божия, св. отцов и правил церковных // Известия по Казанской епархии. 1903. № 3.
- Открытие древлехранилища Церковного историко-археологического общества Казанской епархии // Известия по Казанской епархии. 1909. С. 499–591.
- Обращение униатов в православие; Размышление пред праздником Рождества Христова // Уфимские епархиальные ведомости. 1914. № 23–24.
- Благослови венец лета благости Твоей, Господи; От Уфимского епархиального комитета Православного миссионерского общества // Уфимские епархиальные ведомости. 1915. № 1, 12, 22.
- К моменту // Заволжский летописец. 1918. № 9.
- Письмо // Церковный рассвет. 1923. № 3/4.